# Tom Goegebuer
Tom Richard Goegebuer (Gand, 27 marzo 1975) è un ex sollevatore belga campione europeo nel 2009, che ha gareggiato nella categoria dei pesi gallo.

## Carriera
Figlio del sollevatore Richard Goegebuer, che sarà anche il suo allenatore, partecipò a tre edizioni dei Giochi olimpici: a Pechino nel 2008, dove giunse al tredicesimo posto; a Londra nel 2012, dove giunse al decimo posto, e a Rio de Janeiro nel 2016, dove si classificò al quattordicesimo posto.
Prese parte dal 1999 al 2015 a tutte le edizioni dei campionati europei, vincendo una medaglia d'oro a Bucarest nel 2009, una medaglia d'argento a Lignano Sabbiadoro nel 2008 e due medaglie di bronzo a Minsk nel 2010 e a Tirana nel 2013. Inoltre dal 1997 al 2015 partecipò a dodici edizioni dei campionati mondiali: il risultato migliore fu l'ottavo posto a Doha nel 2005.
Dopo il ritiro dall'attività agonistica, fu allenatore di Nina Sterckx e, in seguito, nominato presidente della Federazione belga di sollevamento pesi. Nel giugno del 2024 riceve l'Ordine al Merito dalla Commissione Interfederale belga del Comitato Internazionale Olimpico.